# Comcast Spectacor
Comcast Spectacor est une société spécialisée dans les équipements et événements sportifs. Fondée par Ed Snider (en) en 1974 et filiale de Comcast, c'est le propriétaire actuel de plusieurs équipes dont celle de hockey de Philadelphie : les Flyers.

## Historique
Depuis le 20 septembre 2017, elle participe à l'Overwatch League avec son équipe le Fusion de Philadelphie.

## Organisation
La société est le principal actionnaire de deux sociétés Spectra qui gère plus de 300 centres sportifs aux États-Unis et Ovations Food Services qui s'occupe des boissons et aliments au sein de ces centres. Spectra est composée de trois divisions : Venue Management (anciennement Global Spectrum), Food Services & Hospitality (anciennement Ovations Food Services) et Ticketing & Fan Engagement (anciennement Paciolan).
Parmi les centres sportifs on peut citer :
- Atlantic City Convention Center et Boardwalk Hall à Atlantic City[2]
- Augusta Entertainment Complex à Augusta (Géorgie)
- AutoZone Park à Memphis, Tennessee; currently managing team marketing and stadium operations until the Redbirds de Memphis Foundation can find a buyer for the team and ballpark.
- BankUnited Center de l'université de Miami à Miami
- Budweiser Gardens à London (Ontario), au Canada
- Chaifetz Arena (en) de l'université de Saint-Louis à Saint-Louis (Missouri)
- Cleveland State University Wolstein Center, à Cleveland
- Colisée Vidéotron à Trois-Rivières
- Cross Insurance Arena à Portland (Maine)
- Cross Insurance Center à Bangor (Maine)
- Le Fargodome, à Fargo (Dakota du Nord)
- General Motors Centre à Oshawa (Ontario), au Canada
- Glens Falls Civic Center à Glens Falls
- Las Cruces Convention Center à Las Cruces (Nouveau-Mexique)
- Liacouras Center de l'université Temple à Philadelphie
- Lowell Memorial Auditorium, à Lowell, Massachusetts
- MassMutual Center à Springfield (Massachusetts)
- Oakland Coliseum à Oakland (Californie)
- Jerome Schottenstein Center de l'université d'État de l'Ohio, à Columbus (Ohio)
- Overland Park Convention Center à Overland Park
- PPL Center à Allentown (Pennsylvanie)
- PPL Park à Chester (Pennsylvanie), dans la banlieue de  Philadelphie
- Rio Rancho Events Center à Rio Rancho
- Sioux Falls Convention Center à Sioux Falls
- South Okanagan Events Centre Home of the Penticton Vee's à Penticton
- Sporting Park à Kansas City, Kansas
- St. Charles Convention Center (en) à Saint Charles (Missouri)
- Sun National Bank Center (en) à Trenton (New Jersey)
- UCF Arena de l'université du centre de la Floride à Orlando (Floride)
- University of Massachusetts Amherst Mullins Center, à Amherst (Massachusetts)
- Centre Tsongas de l'université du Massachusetts à Amherst, à Lowell (Massachusetts)
- University of Phoenix Stadium à Glendale (Arizona)
- Wells Fargo Arena which is part of Iowa Events Center à Des Moines (Iowa)
- Wells Fargo Center is in Spectra's corporate hometown of Philadelphia.  The Wells Fargo Center's predecessor, The Spectrum, is the namesake of the company.
- WFCU Centre à Windsor (Ontario).
- Xfinity Arena at Everett à Everett (Washington).
- XL Center à Hartford (Connecticut)